# USS Satterlee (DD-190)
«Саттерлі» (англ. USS Satterlee (DD-190) — військовий корабель, ескадрений міноносець типу «Клемсон» військово-морських сил США та Королівського флоту Великої Британії за часів Другої світової війни.
Есмінець «Саттерлі» закладений 10 липня 1918 року на верфі Newport News Shipbuilding у Ньюпорт-Ньюсі, де 21 грудня 1918 року корабель був спущений на воду. 23 грудня 1919 року він увійшов до складу ВМС США.

## Історія служби

### У складі американських ВМС
Після введення до строю «Саттерлі» 10 січня 1921 року був включений до складу Атлантичного флоту з базуванням на ВМБ Гуантанамо. 11 липня 1922 року есмінець вивели з експлуатації та перевели до резерву у Філадельфії.
З початком війни як у Європі, так загостренням ситуації на Далекому Сході, 18 грудня 1939 року «Саттерлі» повернули до строю та визначили до складу Нейтрального патруля. 2 лютого 1940 року він прибув на Кариби для патрульного чергування та навчання.

### У складі британського флоту
8 жовтня 1940 року «Саттерлі» передали Великій Британії у відповідності до Угоди «есмінці в обмін на бази», який увійшов до складу сил Королівського флоту Великої Британії як «Белмонт» (H46).
«Белмонт» після ремонту, що завершився 25 листопада того ж року, приєднався до групи 3-ї ескортної групи Командування Західних підходів і виконував завдання з супроводу конвоїв в Атлантиці.
31 січня 1942 року британський есмінець був уражений єдиною торпедою німецького підводного човна U-82 капітан-лейтенанта Зігфріда Ролльманна на південь від Ньюфаундленду, і потонув з усім екіпажем у 138 осіб.